# X-Press 2
X-Press 2 is een Britse housegroep die bestaat uit Ashley Beedle, Darren Rock (DJ Rocky) en Darren House (DJ Diesel). Tot 2009 was ook Ashley Beedle lid van de groep. Het trio maakt sinds de vroege jaren negentig dansvloergerichte houseplaten. Het trio was ook actief als Ballistic Brothers.

## Geschiedenis
Beedle, Rock en House ontmoetten elkaar in de vroege jaren negentig. Beedle was manager in een platenzaak terwijl de andere twee sinds 1988 als dj actief waren. In 1992 verscheen de single Muzik X-Press op Junior Boy's Own. Deze groeide uit tot een grote clubhit. Ook opvolgende singles deden het goed. London X-Press en Say What! bereikten in beide de Britse hitlijsten. Daarna verschenen er nog singles als Rock 2 House/Hip Housin (1994), The Sound (1996) en Tranz Euro Xpress (1996). Het zwaartepunt lag in deze jaren echter bij een ander project. Als Ballistic Brothers maakten ze downtempo. Van dit project verschenen de albums London Hooligan Soul (1994) en Rude System (1997). Ashley Beedle was ook solo bijzonder actief. Zo maakte hij in 1993 met David Holmes als Disco Evangelists de hit De Niro. Tevens was hij de man achter Black Science Orchesta, waarvan in 1996 het album Walters Room verscheen.
Na 1998 werd Ballistic Brothers in de ijskast gezet en vanaf 2000 volgde een reanimatie van X-Press 2 met de singles AC/DC, Muzikizum en Smoke Machine. De drie singles deden het goed en het werd tijd geacht voor een album. Dit werd het dansvloergerichte Muzikizum (2002), waarop Dieter Meier Yello en David Byrne (Talking Heads) te gast waren. Het nummer Lazy (2002) bereikte in eigen land de tweede plek in de hitlijsten. Inmiddels waren ze overgestapt naar het label Skint Records. Opvolger Makeshift Feelgood (2006) had nog meer gastbijdragen. Tim DeLaughter (The Polyphonic Spree), Kurt Wagner (Lambchop), Anthony Roman (Radio 4) Rob Harvey (The Music) en de band Kissing the Pink waren te gast. 
In 2009 verliet Ashley Beedle de groep om met soloprojecten aan de slag te gaan. De afsplitsing ging gepaard met enkele rechtszaken die de relatie tussen Beedle en de overgebleven twee behoorlijk verziekte. Het overgebleven duo nam daarna het album The House of X-Press 2 (2012) op. Daarop werd samengewerkt met onder andere Tim Deluxe, Roland Clark en Allison Limerick.

## Discografie

### Hitnoteringen
| Single met eventuele hitnotering(en) in de Nederlandse Top 40 | Datum van verschijnen | Datum van binnenkomst | Hoogste positie | Aantal weken | Opmerkingen     |
| ------------------------------------------------------------- | --------------------- | --------------------- | --------------- | ------------ | --------------- |
| Lazy                                                          | 2002                  | 27-04-2002            | tip             | -            | met David Byrne |

| Single met hitnotering(en) in de Vlaamse Ultratop 50 | Datum van verschijnen | Datum van binnenkomst | Hoogste positie | Aantal weken | Opmerkingen     |
| ---------------------------------------------------- | --------------------- | --------------------- | --------------- | ------------ | --------------- |
| Lazy                                                 | 2002                  | 13-04-2002            | tip2            | -            | met David Byrne |

### Albums
- Ballistic Brothers - London Hooligan Soul (1994)
- Ballistic Brothers - Rude System (1997)
- Muzikizum 2002
- Makeshift Feelgood (2006)
- Raise Your Hands - The Greatest Hits (compilatie) (2008)
- The House of X-Press 2 (2012)

### Singles
- Muzik X-Press (1992)
- London X-Press (1993)
- Say What! (1993)
- Rock 2 House / Hip Housin' (1994)
- Ballistic Brothers - Peckings/Come on (1995)
- Ballistic Brothers - I'll Fly Away (1995)
- The Sound (1996)
- Tranz Euro Xpress (1996)
- Ballistic Brothers - Turning up/Future James (1996)
- Ballistic Brothers - Prophecy Reveal (1997)
- Ballistic Brothers - Blacker (1997)
- Ballistic Brothers - A Love Supreme (1997)
- Ballistic Brothers - Marching On (feat. Cleveland Watkiss & Myllenda Lay) (1998)
- Ballistic Brothers - Ballistic Radio EP (1998)
- AC/DC (2000)
- Muzikizum (2001)
- Smoke Machine (2001)
- Lazy (feat. David Byrne) (2002)
- I Want You Back (feat. Dieter Meier) (2002)
- Call That Love (2002)
- Palenque (2003)
- Supasong (2002)
- Give It (feat. Kurt Wagner) (2005)
- Kill 100 (2006)
- Witchi Tai To  (2007)
- Now I'm On It (2009)
- Time (2010)
- Opulence/Down The Whole (2010)
- Get On You (2011)
- Burnin / Made In Soho (feat. Tim Deluxe) (2011)
- In This War (2012)
- In The Blood (feat. Allison Limerick) (2012)
- Let Love Decide (feat. Roland Clark) (2012)